# Михлин, Александр Соломонович
 Алекса́ндр Соломо́нович Ми́хлин (1930—2007) — советский и российский правовед. Доктор юридических наук (1974), профессор (1982), заслуженный деятель науки РСФСР (1989), главный научный сотрудник ВНИИ МВД РФ, полковник внутренней службы.

## Биография
Родился 16 февраля 1930 года в Москве в еврейской семье.
В 1951 г. окончил Московский юридический институт и несколько лет работал юрисконсультом.
В 1957 г. окончил адъюнктуру Всесоюзного института юридических наук. Защитил кандидатскую диссертацию на тему: «Последствия преступления в советском уголовном праве» (под научным руководством известного ученого в области уголовного и исправительно-трудового права доктора юридических наук профессора Б. С. Утевского).
С 1965 г. работал во ВНИИ МВД России.
В 1974 г. защитил диссертацию на соискание ученой степени доктора юридических наук на тему: «Личность осужденных к лишению свободы и проблемы их исправления и перевоспитания».
В 1982 г. А. С. Михлину присвоено ученое звание профессора, в 1989 — почетное звание Заслуженного деятеля науки России.
С 1997 г. на должности профессора кафедры уголовного права Военного университета.
А. С. Михлин также вел педагогическую работу во Всесоюзном юридическом заочном институте, в Академии МВД СССР, на юридическом факультете Академии народного хозяйства при Правительстве РФ, в Московской академии экономики и права, Академическом университете при Институте государства и права РАН, Международном юридическом институте, Вологодском институте права и экономики ФСИН России, Московском государственном лингвистическом университете, других вузах.
Являлся членом Научно-консультативного совета при Верховном Суде Российской Федерации, членом экспертно-консультативного совета Государственной Думы Российской Федерации, членом ученых советов ВНИИ МВД и юридического факультета МГУ.
В составе комиссии Государственной Думы Российской Федерации принимал участие по разработке проекта Уголовно-исполнительного кодекса Российской Федерации, а в составе комиссии Межпарламентской ассамблеи государств — членов СНГ — Модельного уголовно-исполнительного кодекса.
Подготовил более 40 кандидатов, 14 из которых стали докторами юридических наук.
Специалист в области уголовного и уголовно-исполнительного права. Основные направления исследования были связаны с исполнением наказаний, не связанных с лишением свободы, освобождением от наказания, проблемами самоубийств среди разных категорий населения, изучением личности осужденных к разным наказаниям, а также содержащихся под стражей подозреваемых и обвиняемых в совершении преступлений.
В 2000 г. вышла монография о смертной казни в Москве, а в 1999 — в Лондоне на английском языке.
Автор (соавтор) более 520 научных работ, в том числе более 110 книг, монографий, учебников по уголовному, уголовно-исполнительному и уголовно-процессуальному праву, пособий, комментариев к Уголовному, Уголовно-исполнительному и Уголовно-процессуальному кодексам Российской Федерации, общим объёмом свыше 500 печатных листов, изданных в России и за рубежом.
Умер 30 октября 2007 года.

## Награды
В 1996 г. за успехи в науке Указом Президента России награждён орденом Почета, в 2001 г. — медалью ордена «За заслуги перед Отечеством» 2 степени, ранее — 8 медалями СССР и знаком «Заслуженный работник МВД».

## Основные труды
- Последствия преступления в советском уголовном праве. Дис… канд. юрид. наук. М., 1959.
- Исправительные работы и их эффективность (М.,1967);
- Последствия преступления (М.,1969);
- Подготовка к освобождению лишенных свободы и закрепление результатов их перевоспитания (М.,1972);
- Личность осужденных к лишению свободы и проблемы их исправления и перевоспитания. Дис… докт. юрид. наук. М., 1974.
- Личность осужденных к лишению свободы и проблемы их исправления и перевоспитания (Фрунзе, 1980);
- Предупреждение самоубийств (М.,1980);
- Проблемы досрочного освобождения от отбывания наказания (М.,1982);
- Амнистия в связи с 60-летием образования СССР: Материал в помощь лекторам, докладчикам и руководителям групп полит. занятий (М., 1982. 30 с.);
- Осужденные. Кто они? Общая характеристика осужденных (По материалам специальной переписи 1994 г.) (М.,1996);
- Смертная казнь: вчера, сегодня, завтра (М.,1997);
- Комментарий к Уголовному кодексу (1971, 1994, 1996, 1997, 2000);
- Комментарий к Исправительно-трудовому кодексу (1994);
- Комментарий к Уголовно-исполнительному кодексу (1997, 1999, 2000);
- Советское исправительно-трудовое право. Особенная часть. Учебник (1979);
- Управление органами, исполняющими наказания. Учебник (1980, 1983);
- Уголовно-исполнительное право. Учебник (1996, 1998, 1999, 2000);
- Высшая мера наказания: История, современность, будущее (М., 2001).